# Discocyrtus fazi
Discocyrtus fazi is een hooiwagen uit de familie Gonyleptidae.